# Esturió groc

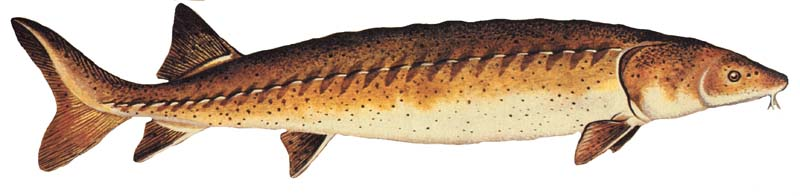
Dibuix d'esturió groc

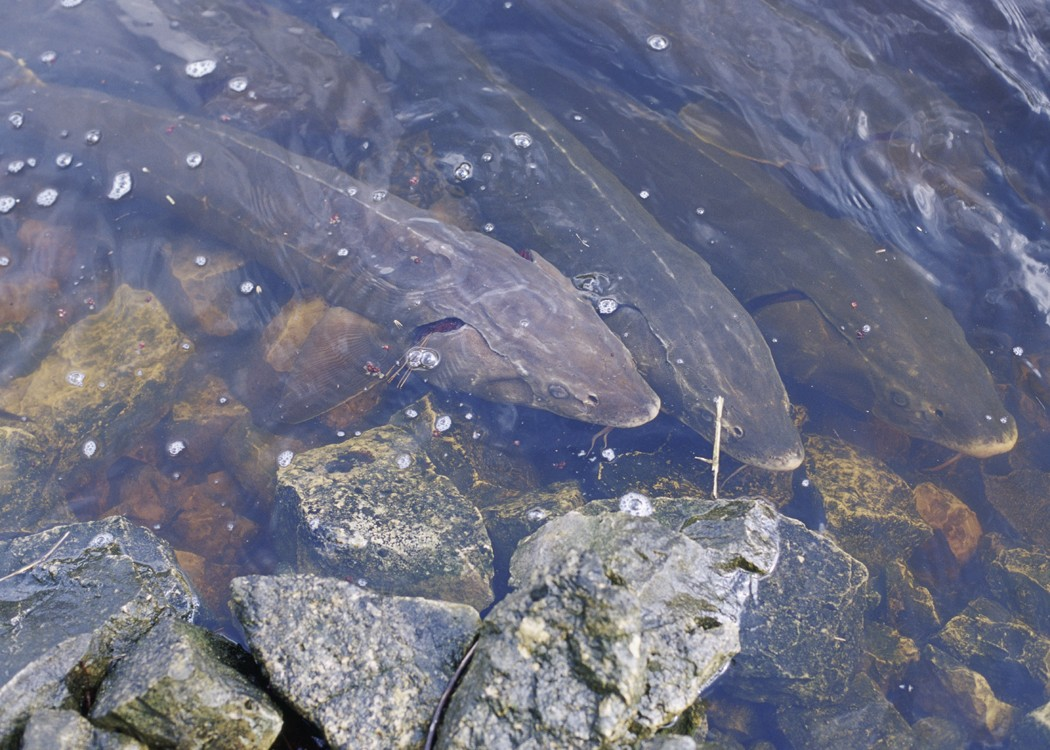
Esturions en un llac dels Estats Units

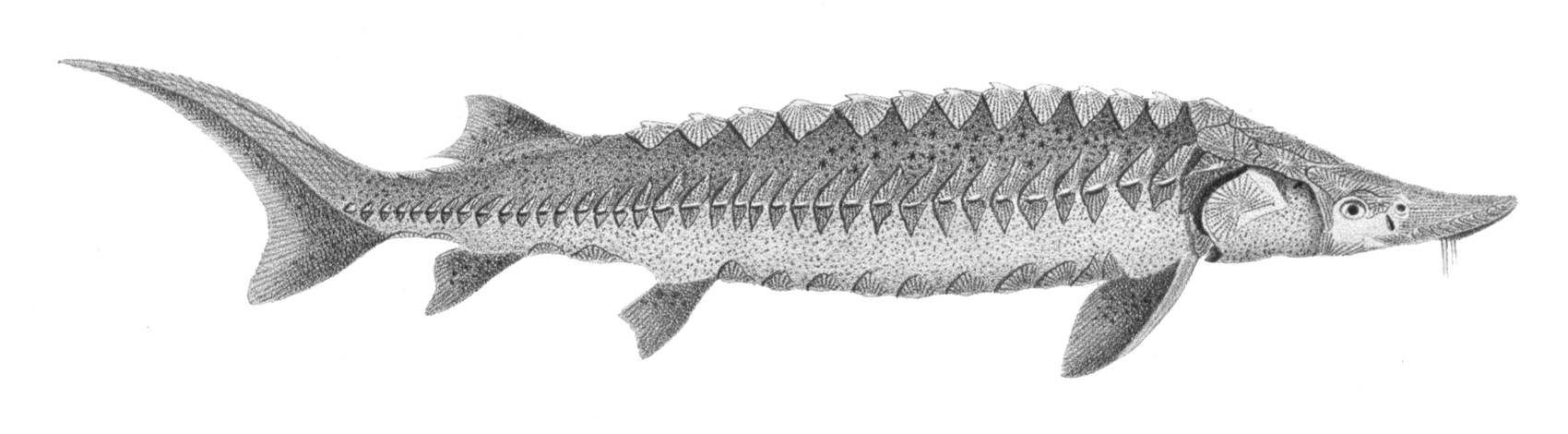
Vista lateral

L'esturió groc (Acipenser fulvescens) és una espècie de peix pertanyent a la família dels acipensèrids.

## Descripció
- Pot arribar a fer 274 cm de llargària màxima (normalment, en fa 97,5) i 125 kg de pes.
- Vísceres de color negre.
- Part inferior del cos blanquinosa.[3][4][5][6][7][8]

## Alimentació
És omnívor.

## Depredadors
És depredat per Ichthyomyzon unicuspis i, als Estats Units, per la llampresa de mar (Petromyzon marinus).

## Hàbitat
És un peix d'aigua dolça i salabrosa, demersal, potamòdrom i de clima temperat (60°N-32°N).

## Distribució geogràfica
Es troba a Nord-amèrica: conques dels rius riu Mississipi i Sant Llorenç, els Grans Llacs d'Amèrica del Nord i la badia de Hudson.

## Longevitat
Pot assolir els 152 anys.

## Estat de conservació
Es troba amenaçat d'extinció per la sobrepesca, la pèrdua del seu hàbitat i la contaminació.
La construcció de preses és el seu principal problema per facilitar la seua recuperació als Grans Llacs. A més, les àrees de posta i cria poden veure's afectades per l'erosió, la sedimentació i els abocaments contaminants. Altres raons de preocupació als Grans Llacs són la canalització dels rierols, la sobrepesca o la captura il·legal, el desinterès de les administracions públiques i els efectes adversos dels lampricides.

## Observacions
És inofensiu per als humans.